# K1A1 전차
K1A1 전차는 대한민국 육군 K1 전차를 전면적으로 재설계한 모델로서, 북한에서 T-72를 보유했다는 정보를 받고 그에 대항하기 위해 120mm 활강포를 탑재하고 차대와 포탑을 K1 전차를 바탕으로 전반적으로 재설계하여 신규 생산되었다. 1997년에 개발이 완료되었다.
K1 전차는 KM-68A1 105mm 강선포를 탑재하고 있다. 그러나 업건 사업으로 시작한 계획이 K1A1 계획으로 변경되면서 결국 K1A1 전차는 KM-256 120mm 44구경장의 활강포를 탑재하고 있다.
K1A1은 유효 사거리가 3.5km에 이르며 조준경 개선 등의 각종 신기술을 적용하여 3.5세대 전차에 필적하는 전차이며 K-1 후기 생산형과 함께 복합장갑을 개선했다.
1991년부터 1998년까지 국방과학연구소의 기술지원 아래 로템에서 전차 체계 설계를 했고, 복합장갑, 탄도계산기, 포수조준경 등 주요 핵심 부품도 대한민국 기술진에 의해 개발, 장착됐다. 개발 예산은 307억 원이 들었다. 이러한 핵심부품 개발로 K1 전차 개발시 미국과 맺었던 양해각서에서 수출 등과 관련된 제한 사항을 해결했다. 320여 종의 부품에 대한 국산화(국산화율 67%)를 통해 대당 평균 2억7000만 원의 외화 절감을 하였다.
1996년에는 시제 K1A1 전차를 선보였고, 1998년부터 현대 로템 창원공장에서 처음 출고하여 2001년 10월까지 국방품질관리소에서 약 2년간에 걸쳐 다양한 성능시험을 했다.
2000년에 제 20 기계화보병사단에 최초 실전배치가 되었으며 2010년까지 484대가 도입되었으며, 초기 양산 기준으로 대당 44억 원이다.

## 개량형
2012년 10월 9일 K1A1 전차의 새로운 개량형이 출고되었다. 기존 K1A1보다 전자전 쪽이 대폭 개량되었다. 조종석쪽 전후 관찰 카메라가 추가, 피아식별용 수신기와 포수·전차장용 디스플레이 추가, 냉방장비 개량, 네트워크 연결 가능, GPS 이용 내비게이션이 추가되었다. 이에 대한민국 언론에서는 이를 'K1A2'로 불러 논란이 되었으나, 2013년 7월에 정식으로 K1A2 라는 제식명을 부여받고 초도 양산이 결정되었다. K2전차의 파워팩 양산이 미진한 관계로 일단 초도 생산을 한뒤에 수도기계화보병사단에 2014년 5월에 배치되었다. 이후 추가 개량으로 NBC 방호가 개선되었다. 정확히는 K-1E1(K-1 전차의 개량형)과 K-1A1 전차의 개량형인 K-1A2의 경우 2015년 국정 감사때 에어컨과 양압장치가 빠져서 논란이 일자 그 이후에 적용되는 개량형(창정비되는 전차)부터 양압장치와 에어컨이 적용되었다.
여담으로 2018년 현재 개발 중인 K-600 신형 전투공병전차가 K1A1 전차 기반으로 제작되고 있다.출처
게다가 2024년에 105mm 강선포를 사용하는 K-1 전차와 K-1E1 전차가 대규모 창정비(리빌드)로 K-1E2로 개량될 예정으로 이때 양압장치, 파워팩 성능 개선(혹은 1500마력 엔진 교체) 등의 대폭 개량이 있을 예정인데 비슷한 시기에 K1A2 전차도 양압장치 등의 개선이 있을 가능성이 있다.

## 같이 보기
- K1 전차
- K2 흑표
- T-80
- 90식 전차
- 99식 전차